# Brunalkippa
Brunalkippa (Alcippe brunneicauda) är en fågel i den nyligen erkända familjen alkippor inom ordningen tättingar.

## Utseende och läte
Brunalkippa är en 14,5–15 cm lång fågel med få utmärkande kännetecken. Ovansidan är varmt mellanbrun, på övergump och övre stjärttäckare något med roströd. På ovansidan av vingen syns brunsvart på fjädrarnas innerfan med mycket ljusare rostbrunt på ytterkanterna. På huvudet syns gråaktigt medelbrunt på panna, hjässa och nacke, på huvudsidan ljusare grå. Den saknar vidare olikt sina släktingar längsgående hjässband.

## Utbredning och systematik
Brunalkippa har sitt utbredningsområde i Sydostasien. Den delas in i två underarter med följande utbredning:
- Alcippe brunneicauda brunneicauda – förekommer i södra Thailand, på Malackahalvön, Sumatra och nordvästra Borneo samt i norra Natunaöarna och Batuöarna
- Alcippe brunneicauda eriphaea – Borneo

Den ses i låglänta områden, upp till 1000 meters höjd på Sumatra, på Borneo vanligen till 1200 meter. Arten är stannfågel.

### Släktes- och familjetillhörighet
Länge placerades arterna i Schoeniparus, Lioparus, Fulvetta och Alcippe i ett och samma släkte, Alcippe, men flera genetiska studier visar att de är långt ifrån varandras närmaste släktingar och förs nu istället vanligen till flera olika familjer, där arterna till Alcippe verkade utgöra systergrupp till fnittertrastarna och fördes till den familjen. Senare genetiska studier har dock visat att de utgör en mycket gammal utvecklingslinje och urskiljs därför av exempelvis tongivande International Ornithological Congress (IOC) till en egen familj, Alcippeidae.

## Levnadssätt
Brunalkippa hittas i städsegrön urskog och i uppvuxen ungskog. Där ses den födosöka i par eller i smågrupper, ofta i artblandade flockar, på jakt efter insekter och bär. Arten häckar april–maj i Thailand och maj–juli på Borneo.

## Status och hot
Arten har ett stort utbredningsområde och en stor population, men tros minska i antal till följd av skogsavverkningar, så pass att internationella naturvårdsunionen IUCN listar den som nära hotad (NT).